# Peter Bagge
Pour les articles homonymes, voir Bagge.
Peter Bagge (prononcé /bag/) (né le 11 décembre 1957 à Peekskill) est un auteur de bande dessinée américain créateur de Neat Stuff (1985-1989) et Hate (depuis 1990), bandes dessinées semi-autobiographiques suivant les aventures de Buddy Bradley.

## Biographie
Peter Bagge connaît la trajectoire habituelle des auteurs underground (ou catalogués comme tels) américains. Après quelques travaux dans la presse, il est publié à partir de 1981, notamment dans la revue Weirdo dirigée par Robert Crumb, avant d’en devenir le responsable éditorial de 1984 à 1986.
Il crée ensuite sa propre revue Neat Stuff, publiée par Fantagraphics de 1985 à 1989, où il publie la série Hate qui donnera lieu à un album édité en France par La Cùpula en 1998, puis à deux albums en noir et blanc chez Rackham, reprenant la totalité de la série en deux volumes : En route pour Seattle et En Route pour le New Jersey.

## Publications

### Publications originales
- Comical Funnies n°1-3, Auto-édition, 1980-1981.
- Participations à Weirdo n°3-25, 1981-1989.
- The Wacky World of Peter Bagge/Ken Weiner, FlipBook, 1982.
- Neat Stuff n°1-15, Fantagraphics, 1985–1989.
- Hate n°1-30, Fantagraphics, 1990–1998.
- Martini Baton (avec Dave Carrino), Fantagraphics, 1993.
- Donna's Day, Slab-O'-Concrete, 1998. Mini-comic.
- The Bradleys n°1-6, Fantagraphics, 1999–2000. Histoires concernant les Bradley tirées de Neat Stuff et d'ailleurs.
- Yeah! n°1-9 (scénario), avec Gilbert Hernandez (dessin), Homage Comics, 1999-2000.
- Junior and Friends n°1-6, Fantagraphics, 2000–2001. Autres histoires tirées de Neat Stuff et d'ailleurs.
- Hate Annual, n°1-9, Fantagraphics, 2001–2011.
- Participations au mensuel Reason, depuis 2001.
- The Magalomaniacal Spider-Man, Marvel Comics, 2002.
- Sweatshop n°1-9, DC Comics, 2003.
- Bat Boy, dans Weekly World News, 2004-2005. Comic strip.
- Apocalypse Nerd n°1-6, Dark Horse Comics, 2005–2007.
- Other Lives, Vertigo, 2010.
- Reset n°1-4, Dark Horse, 2012.
- Woman Rebel: The Margaret Sanger Story, Drawn & Quarterly, 2013.

### Publications en français
- Haine, Cupuland Comics, 1988. Reprend des histoires de Neat Stuff.
- En route pour Seattle, Rackham, coll. « Morgan », 2006. Reprend Hate n°1-15.
- En route pour le New Jersey, Rackham, coll. « Morgan », 2006. Reprend Hate n°16-30.
- Tous des idiots sauf moi (et autres considérations du même ordre), Delcourt, coll. « Outsider », 2010. Reprend des planches publiées dans Reason.
- Apocalypse Nerd, Rackham, coll. « Morgan », 2010.
- Les Bradley, Rackham, 2011. Reprend The Bradleys n°1-6.
- Femme Rebelle : l'histoire de Margaret Sanger, Nada éditions , 2017.
- Fire!! L'histoire de Zora Neale Hurston, Nada éditions, 2017.
- Doubles vies, Huber éditions, 2023.

## Prix
- 1991 : Prix Harvey de la meilleure nouvelle série, du meilleur auteur pour Hate
- 1996 :  Prix Haxtur du finaliste ayant reçu le plus de votes pour Hate n°2 : Le Père de Valerie
- 2010 : Prix Inkpot
- 2014 :  Prix Haxtur du meilleur scénario et de la meilleure histoire courte pour Femme Rebelle

### Documentation
- (en) Christopher Irving, Comics Introspective v. 1 : Peter Bagge, TwoMorrows, 2007.
- (en) Kent Worcester, « Bagge, Peter », dans M. Keith Booker (dir.), Encyclopedia of Comic Books and Graphic Novels, Santa Barbara, Grenwood, 2010, xxii-xix-763 (ISBN 9780313357466), p. 43-44.
- Géant Vert, « Fire ! L'histoire de Zora Neale Hurston : Black is Beautiful origin », dBD, no 137,‎ octobre 2019, p. 84.